# Моя дочка (фільм, 1991)
«Моя дочка» (англ. My Girl) — комедійна сімейна драма 1991 року. Ролі виконали Ден Ейкройд, Джеймі Лі Кертіс, Маколей Калкін і Анна Кламскі (перша головна роль). Сценарій фільму написаний Лоріс Елуені і зрежисований Говардом Зіффом.

## Сюжет
Дія фільму відбувається влітку 1972 року в Медісоні, Пенсільванія. Вейд Сальтенфусс — одинадцятирічна дівчинка-іпохондрик з хлоп'ячим характером. Її батько Гаррі — незграбний вдівець, який не розуміє дочку, і, як наслідок, ігнорує її. Його професією є організація похорону й управління похоронним бюро, у зв'язку з чим у Вейд почалася хвороблива одержимість смертю. Також Вейд вважає, що це вона убила свою матір, коли та народжувала її. Вона постійно прагне бути зі своєю хворою бабусею з синдромом Альцгеймера. Брат Гаррі, Філ, також часто заходить допомогти родині.
Вейд часто дражнять інші дівчатка, тому що її найкращий друг — Том Дж. Сеннет — хлопчик і він непопулярний серед дітей. Їхні літні пригоди від першого поцілунку до останнього прощального вводять Вейд у світ підліткового віку.
Літо у Вейд починається добре. Вона дружить з Шеллі Девото, новою гримеркою на роботі у свого батька, і та дає Вейд деякі потрібні вказівки. Вейд також закохана у свого вчителя, містера Бікслера і краде трохи грошей з трейлера Шеллі, щоб була можливість відвідувати влітку клас письма, який веде цей учитель.
Але проходить трохи часу і все стає погано. Гаррі та Шеллі знайомляться ближче і заручаються, Томас Дж. Сеннет вмирає від алергічної реакції на отруту ос, на додачу до всього Вейд дізнається, що містер Бікслер заручений.
Проте, печаль Вейд поступово відходить, коли розрив у відносинах з батьком зменшується і вона дізнається, що вона не винна у смерті своєї матері, бо батько говорить їй, що речі, подібні смерті матері під час пологів, іноді відбуваються незалежно від бажання людей. До кінця фільму Вейд вдається впоратися зі своїм болем і горем, а також здолати деякі з колишніх проблем.

## В ролях
| Актор            | Роль              |
| ---------------- | ----------------- |
| Анна Кламскі     | Вейда Сальтенфусс |
| Маколей Калкін   | Томас Дж. Сеннет  |
| Ден Ейкройд      | Гаррі Сальтенфусс |
| Джеймі Лі Кертіс | Шеллі Девото      |
| Річард Мазур     | Філ Сальтенфусс   |
| Гріффін Данн     | Джек Бікслер      |

## Нагороди
- Маколей Калкін і Анна Кламскі отримали кінонагороду MTV за найкращий поцілунок .